# Brocciu
Brocciu AOP is een Franse kaas gemaakt van schapen- of geitenmelk. Brocciu van schapenmelk is wat vetter dan die van geitenmelk. Brocciu is afkomstig van Corsica. Sinds 3 juni 1998 heeft de Brocciu een AOC-keur. De kaas is een van de 44 Franse kazen die het roodgele Europese AOC/AOP-keurmerk, dat sinds januari 2012 het AOC-label vervangt, mag voeren.
De Brocciu wordt geleverd als een bal wrongel, enigszins platgeslagen, traditioneel in een rieten mandje (fattoghja of casgiaghja), maar de Europese wetgeving heeft daaraan een einde gemaakt en de Brocciu wordt tegenwoordig gemaakt en verkocht in casgiaghje van plastic. De mandjes kunnen in grootte verschillen.
Brocciu wordt meestal vers gegeten, dat wil zeggen binnen 48 uur na fabricage. De kaas heeft dan veel weg van de Italiaanse Ricotta. Brocciu kan ook gezouten worden en verder rijpen, maar dat gebeurt maar met een vrij beperkt deel van de kaasproductie. Voor het rijpen (6 maanden) wordt de kaas vaak in gedroogde bladeren of kruiden gewikkeld. De kaas wordt dan "Brocciu passu" en in een nog later stadium "Brocciu seccu" genoemd.
Kenmerkend van de Brocciu is dat de kaas gemaakt wordt uit de wei die overblijft na een eerder kaasproductieproces (van het maken van de schapenkazen, de tommes de brebis). Er is dan ook 11 liter wei nodig om maar 1 kg Brocciu te maken. De wei (u seru) wordt verhit tot ongeveer 40°C en dan vermengd met 20 à 30% afgeroomde verse melk (u puricciu) en wat zout (5 à 10 g/l). Dit mengsel wordt langzaam verder verhit (afhankelijk van het traditionele bereidingsproces van de streek) tot 80 à 90°C en steeds afgeschuimd. Als het geheel bijna kookt komt de Brocciu bovendrijven en kan hij, nadat het laatste schuim is verwijderd, met een schuimspaan (a mescola) in de mandjes worden geschept. Wat overblijft in de ketel is 'a ciabba' en wordt gebruikt als voer voor de varkens.
De Brocciu lijkt veel op de Brousse provençale. In tegenstelling tot Brousse is Brocciu echter niet het gehele jaar door verkrijgbaar. Het seizoen loopt van november tot hooguit juni. Gerechten met Brocciu die 's zomers te koop worden aangeboden, zijn niet met het AOC-product bereid, maar met Brousse van het continent.
De naam van de kaas kan op verschillende wijzen gespeld worden. De Toscaanse naam is Broccio, in het Corsicaans heet hij Brocciu, de naam waaronder hij meestal verkocht wordt, ook schrijft men soms Bruccio en Brucciu.
Brocciu wordt verwerkt in veel regionale gerechten zoals fritelle (beignets), frittate (omeletten (met munt), canelloni, imbrucciata (een soort gebakje) en fiadone (een soort flan van ei, Brocciu, suiker en citroenrasp (met eventueel een scheut acquavita)). Echt verse Brocciu eet men het beste puur, met eventueel een scheutje acquavita en wat suiker.